# Westwing
Westwing est une entreprise allemande dont le siège social se trouve à Munich et qui fait du commerce en ligne dans le secteur Home & Living (de la maison et de l'habitat). Elle est active dans quatorze pays européens. L'action de l'entreprise fait partie du CDAX de Deutsche Börse.

## Modèle d'entreprise
Westwing est une plateforme de commerce en ligne pour les produits du secteur Home & Living. Une partie de l’offre consiste à proposer aux clients une sélection de produits limités dans le temps, et donc changeante. Les produits y sont présentés à côté de contenus visuels tels que des thèmes d'aménagement et des conseils de home styling. D'autre part, outre ces ventes privées, Westwing propose depuis 2015 une gamme permanente de produits Home & Living. L'offre globale (ventes privées et boutique en ligne) comprend des produits d’articles de différentes marques et des produits de sa marque propre (Westwing Collection). La marque propre est considérée comme une activité à forte marge, elle est positionnée dans le secteur premium et est développée stratégiquement depuis début 2021 comme faisant partie du cœur de l'entreprise,. En novembre 2022, l'entreprise a ouvert son premier magasin dans le centre de Hambourg,. Westwing avait déjà acquis de l'expérience dans la vente en magasin, avec des pop-up stores dans différentes villes. L'entreprise est surtout active dans le secteur B2C, mais s'adresse également à des clients professionnels (B2B).

## Structure, marchés, action
L'entreprise est juridiquement organisée en tant que société européenne (SE). La société mère est Westwing Group SE. Le rapport annuel 2023 mentionne 13 filiales nationales et sept filiales à l'étranger. La responsabilité de la direction incombe au directoire, qui se compose de deux personnes. Le conseil de surveillance est composé de cinq personnes.
Westwing est actif dans onze pays européens qui sont l'Allemagne, l'Autriche, la Suisse, la Pologne, la France, l'Espagne, la Belgique, les Pays-Bas, la Tchéquie, la Slovaquie et l'Italie.
L'action est négociée sur le Prime Standard allemand et fait partie du CDAX de Deutsche Börse. 17 % environ des parts sont détenues dans le public, le reste se répartissant entre les dépôts d'investisseurs institutionnels.

## Histoire
Delia Lachance (née Fischer), Georg Biersack, Matthias Siepe, Stefan Smalla et Tim Schäfer ont fondé Westwing Home & Living GmbH au cours du premier semestre 2011, l'entreprise a été mise en ligne en août 2011. Les fondateurs ont levé du capital risque au cours de plusieurs tours de financement, jusqu'à mi-2014, pour un montant d'environ 150 millions d'euros. Parmi les investisseurs, on compte Tengelmann, Rocket Internet, Holtzbrinck Ventures, Kinnevik et Access Industries,.
En août 2018, l'entreprise a été transformée en Aktiengesellschaft et le 9 octobre 2018, Westwing a été cotée pour la première fois à la Bourse de Francfort. Avant l'introduction en bourse, les activités au Brésil, en Russie et au Kazakhstan ont été vendues et l'entreprise s'est concentrée sur les marchés européens. En raison d'un boom alimenté par la pandémie de Covid-19, l'action de l'entreprise est entrée dans le SDAX en décembre 2020. Après la fin de ce boom exceptionnel, l'action a quitté cet indice fin 2021. Début 2022, le changement de forme juridique en une société européenne avec inscription au registre national des sociétés (Handelsregister) était achevé ; la décision de transformation avait été prise en juin 2021. Depuis l'été 2022, Andreas Hoerning est le CEO de l'entreprise.